# Вадаї
Вадаї (фр. Ouaddaï, араб. منطقة وداي) — адміністративний регіон в Республіці Чад.
- Адміністративний центр — місто Абеше.
- Площа 30 000 км², населення — 731 679 осіб (2009 рік).

## Географія
Регіон знаходиться в східній частині Чаду. На півночі межує з регіоном Ваді-Фіра, на заході з регіоном Батха, на півдні з регіоном Сила. Східний кордон є також кордоном між Чадом і суданською провінцією Дарфур.
У природно-кліматичному відношенні регіон Вадаї розташований в зоні Сахель.

## Населення
Найбільшими етнографічними групами в регіоні є народи маба, загава і араби Чаду. Переважна релігія — іслам. Після початку збройного конфлікту в 2003 роцы в сусідній суданській провінції Дарфур в чадський Ваддай тыкали і осіли в таборах біженців кілька сотень тисяч суданських загава, фор і масаліт.

## Адміністративний поділ
В адміністративному відношенні регіон Вадаї ділиться на 3 департаменти — Абді (складається з 3 підпрефектур), Ассунга (6 підпрефектур), Уара (7 підпрефектур).